# Чамата Ігор Павлович
І́гор Па́влович Чама́та (* 29 вересня 1946, Київ) — український живописець. Член Національної спілки художників України (від 1980 року).

## Біографічні відомості
Рід художника бере початок із родини чеських дворян Котеків. Брат дідуся художника — Йосип Йосипович Котек — був скрипалем, улюбленим учнем російського композитора Петра Чайковського.
По материнській лінії один із родичів художника був Головою з'їзду мирових суддів Мінської губернії. Прадідусь митця — полковник царської армії, нагороджений орденом Святої Анни та Георгіївським хрестом. Бабуся Ігоря Чамати по батьковій лінії походить із родини Немировича-Данченка — театрального режисера, засновника Московського художнього академічного театру.
Батько — Павло Романович Чамата — був професором і директором Київського педагогічного інституту (нині Національний педагогічний університет імені Михайла Драгоманова). Сестра Ніна Павлівна Чамата — літературознавець.
1971 року Ігор Чамата закінчив Київський художній інститут (нині НАОМА — Національна академія образотворчого мистецтва і архітектури). Педагоги з фаху — Карпо Трохименко, Віктор Пузирков.
Керівником Ігора Чамати у Творчих майстернях Академії мистецтв СРСР був Сергій Григор'єв.
У 1980-му став членом Спілки художників України.
Виконував роботи для Національного музею історії України і музею історії Києва.

## Творчість
Основні твори:
- «Останній трамвай» (1976),
- «Брати» (1978),
- «Дочка» (1980),
- «Вечір біля телевізора» (1999),
- «Вечір в Лаврі» (2000).